# Municipio de Iturbide
Iturbide es uno de los 51 municipios del estado mexicano de Nuevo León. Su cabecera es la localidad de Iturbide. Se encuentran en la región sureste del estado mexicano de Nuevo León, en plena Sierra Madre Oriental. Su nombre proviene del euskera iturri "fuente" y bide "camino". La Villa de San Pedro de Iturbide es la cabecera del municipio.

## Historia
El territorio actual del Municipio fue explorado y recorrido por los colonizadores desde mediados del siglo XVII (Referencias n.º 3, p. 44), y algunos lugares conservan los nombres que ellos les dieron, por ejemplo: Los Camarones, Las Cuevas, Boca o Cañón de Santa Rosa, Los Pinos, Laguna de Santa Rosa, El Saucillo y San Pedro, entre otros.
El origen de la población fue una hacienda ganadera en la parte nororiental del Municipio de San Pablo de Labradores (hoy Galeana), fundada en 1802 por los señores Juan Camacho y José María Moreno en un vallecillo que hasta entonces solo había sido lugar de paso para los indígenas huachichiles y pames.
La Villa se encuentra situada en plena Sierra Madre Oriental en la parte poniente del Cañón de Santa Rosa, el cual facilita la comunicación desde la Planicie del Golfo (en Linares), con el Altiplano Mexicano (en Galeana).
En 1835 la Hacienda de San Pedro, o de los San Pedros, fue nombrada  Congregación de San Pedro, y quince años después el Congreso del Estado de Nuevo León la segregó (junto con los ranchos  La Boquilla, la Laguna de Santa Rosa y El Saucillo), del Municipio de Galeana -mediante Decreto n.º 70, del 9 de marzo de 1850- con el nombre de Villa de San Pedro de Iturbide.
Al crearse el nuevo distrito o municipio los ranchos del sur a este: Tunamanza, Cuevas y Camarones, solicitaron ser anexados a él; pues por esa época reclamaban dicha región tanto el Estado de Tamaulipas, como parte del Municipio de Villagrán, y también el de Nuevo León, como parte del de Río Blanco (hoy Aramberri).
En junio de 1862 el gobernador de Nuevo León, Santiago Vidaurri, dio amplios poderes al Alcalde de Linares, José María Benítez y Pinillos, para delimitar las jurisdicciones de Linares, San Pedro de Iturbide y Galeana. Desde entonces el territorio del Municipio de Iturbide comprende tanto a la Villa de San Pedro de Iturbide como a la Comarca de Camarones.
Don Francisco Martínez Salazar fue el primer Alcalde de San Pedro de Iturbide. También fue él quien comandó años antes a la Guardia Nacional, cuando esta derrotó a los invasores estadounidenses en el Cañón de Santa Rosa.
Durante la Invasión Americana, después de la Capitulación de Monterrey, el gobernador Francisco de P. Morales y el Congreso del Estado se establecieron en la Hacienda el Potosí, en el Valle de Labradores. El 20 de diciembre de 1846 el ejército estadounidense, al mando del Coronel Nay, se dirigió tras ellos a Galeana por el Cañón de Santa Rosa, pero allí fue derrotado por la Guardia Nacional, integrada por pobladores de los hoy municipios de Iturbide, Galeana y Rayones.
En tiempos del Segundo Imperio, los días 11 y 12 de mayo de 1866, San Pedro de Iturbide fue saqueado e incendiado por el ejército imperialista, bajo el mando del General Douay y el Comandante Sebastián Auojador, quienes buscaban a las familias de los militares republicanos Pedro Martínez de la Peña y Mariano Escobedo de la Peña. Un mes después, el día 16 de junio, el Ejército Republicano bajo las órdenes de Mariano Escobedo de la Peña derrotó a los imperialistas en la batalla de Santa Gertrudis, en Tamaulipas.
Para inicios del siglo XX el nombre de municipio y localidad ya se había simplificado a solo el apellido de Agustín de Iturbide, pero con la grafía Yturbide, misma que desapareció de acuerdo a la Constitución de Nuevo León, promulgada el 16 de diciembre de 1917, y desde cuando ha quedado definitivamente asentada su denominación actual.
Después de la Revolución (1910), durante la Guerra Civil  entre Constitucionalistas y Convencionalistas (1915), diferentes comunidades del Municipio de San Pedro de Iturbide sufrieron asaltos y violencia por parte de los “carrancistas”, y después de que en septiembre de 1918 algunos de los habitantes fueron asesinados se aceleró la desbandada y  este quedó casi totalmente despoblado. A partir de la siguiente década fueron regresando poco a poco parte de los pobladores, pero la ganadería que hubo en otras épocas ya no se recuperó.

## Ubicación
El Municipio de Iturbide se ubica al sureste del Estado de Nuevo León, en plena Sierra Madre Oriental. Limita al norte con el municipio de Galeana, al sur con el de Aramberri, al este con Linares y el municipio tamaulipeco de Villa Mainero, y al oeste con Galeana. La Villa de San Pedro de Iturbide, cabecera municipal, se ubica al norte del municipio, en los 24°44′ de longitud norte y 99°53′ de longitud oeste y se encuentra a una altitud de 1479 metros sobre el nivel del mar.
La principal vía de comunicación del municipio de Iturbide es la carretera federal n.º 58, (antes Estatal 31) que en su ascenso por el Cañón de Santa Rosa lo conecta al oriente con Linares (45 km), al poniente con la cabecera municipal de Galeana (30 km), y con la carretera federal n.º 57, en la localidad denominada “Entronque San Roberto”, de este último municipio. Entre la ciudad de Monterrey y la Villa de San Pedro hay una distancia aproximada de 180 km, se viaja primero desde la capital del Estado hasta Linares por la carretera nacional n.º 85, y allí se toma la carretera federal n.º 58 (poco más de media hora).

## Demografía

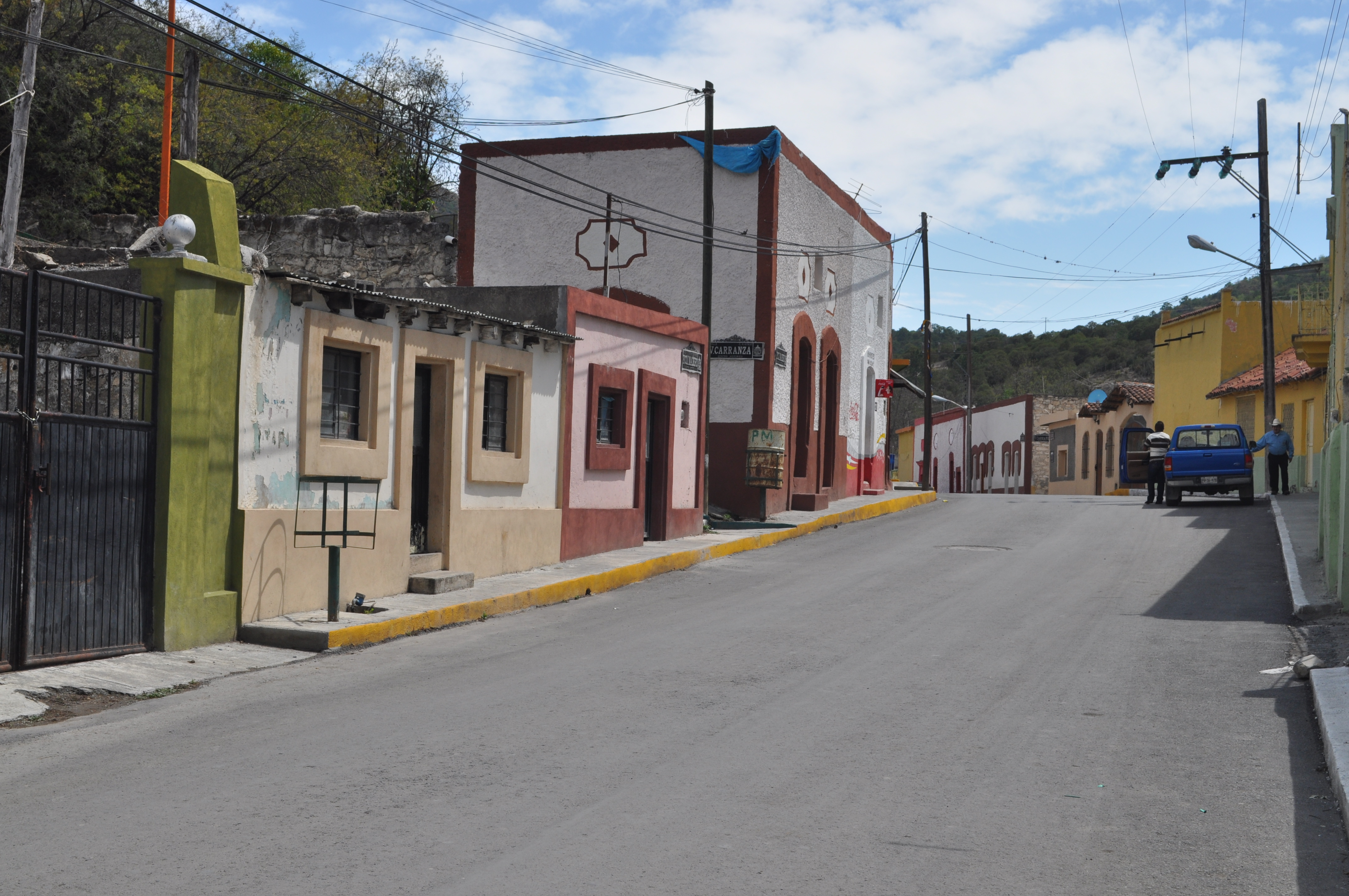
Una calle de la localidad

De acuerdo con el Censo de Población y Vivienda realizado en 2010 por el Instituto Nacional de Estadística y Geografía, la población total del Municipio es de 3.533 habitantes; de estos viven en San Pedro 1.896, de los cuales 958 son hombres y 938 mujeres.

## Orografía
La Sierra Madre Oriental cruza casi todo el municipio formando valles y cañones como el de Peña Colorada, Las Alazanas y La Muralla. El municipio está cubierto de montañas en un 75 % de su territorio. Un 20 % de zonas semi planas y el restante 5 % por zonas planas ubicadas al sureste y noroeste de la cabecera municipal, y en Plan de Santa Rosa. Algunas sierras de importancia son Sierra Tapias, Sierra El Novillo, Sierra Sarnosa, Sierra Borrada, Sierra La Muralla, Sierra El Gabacho y cerro de la Bandera. La altitud de la cabecera municipal es de 1,480 metros sobre el nivel del mar.

## Hidrografía
El río San Antonio que nace en el rancho La Tinaja, atraviesa el municipio de norte a sur. Los ríos Pablillo y Hualahuises, recorren el territorio de oeste a este, al norte del municipio se encuentra el río La Muralla, estos ríos son de corriente permanente. Los arroyos de caudal permanente son los de Camarones, Orejas de la Purísima, Boquillas, El Alamar, San Francisco, El Jarro y un arroyo que cruza la cabecera municipal de poniente a oriente. La Laguna de Santa Rosa capta agua solo en épocas de lluvias.

## Flora y fauna
La flora que se encuentra en los bosques se compone de encinos, pinos, cedros, álamos, olmos, fresnos, nogales silvestres, mezquites, huizaches, madroños, tejocótes, agaves, suculentas y cactáceas. En sus huertas se cultivan, en baja escala, nogales, manzanos, duraznos, ciruelos, chabacanos, membrillos, granados e higueras.
La fauna en las montañas se compone de mamíferos como: osos, pumas, gatos monteses, coyotes, zorros, tejones, jabalíes, venados, conejos, etc. Entre las aves se encuentran: águilas, gavilanes, aguilillas, halcones, zopilotes, auras, faisanes, codornices, cenzontles, cardenales, palomas huilotas, etc. También son comunes diferentes variedades de reptiles como lagartijas, escorpiones, etc., pero la población local les tiene un temor supersticioso a las víboras y culebras por lo que las persigue, aunque en los últimos cien años no se tiene información de que alguna persona haya muerto por haber sido mordida por ellas.

## Educación
En el municipio siempre ha habido personas interesadas en mejorar su educación formal, a veces al precio de tener que emigrar, aunque también hay quienes no han sabido, querido o podido aprovechar las oportunidades que se les ofrecen.
Debido al nivel de educación formal de la mayor parte de la población residente en el municipio (56 % con primaria incompleta y 7.5 % o 201 personas analfabetas, según el censo de 2010), todavía son comunes las creencias en “brujas” o curanderas. En el área de San Pedro hay dos o tres mujeres que reciben ocasionalmente “pacientes” de otras partes del país y hasta paisanos provenientes "del norte" (EUA).

### Formal
Toda la educación básica es oficial (o pública). El municipio cuenta con una secundaria estatal y un CECyTE (EMSaD Centro No.3) en San Pedro. Así como con un albergue municipal para los niños y jóvenes que vivan fuera de la Cabecera y quieran estudiar en estos planteles. Los jóvenes que quieran seguir estudios técnicos o profesionales cuentan con diferentes tipos de apoyos y becas.
La Universidad Autónoma de Nuevo León tiene un Bosque Escuela de Ciencias Forestales en la Laguna de Santa Rosa, así como un Observatorio Astronómico y Reserva Ecológica en el cerro El Picacho, en San Pedro. 
El Instituto Comenius, escuela particular de Educación Superior, tiene instalaciones en la Mesa del Herrero, en San Pedro de Iturbide.

### No Formal
José Vasconcelos estableció las “Misiones Culturales” desde los años veinte del siglo pasado. Hasta la fecha estas visitan al pueblo intermitentemente para dar cursos o talleres de: cocina, corte y confección, belleza, danza, música, etc.
Los diferentes niveles de gobierno ofrecen ocasionalmente, sobre todo en época previa a elecciones, cursos o talleres para el desarrollo de habilidades técnicas: panadería, costura, carpintería, herrería, etc. A cada una de las personas inscritas en estos cursos o talleres se le paga cierta cantidad por asistir al programa (beca), así es que hay quien se inscribe más de una vez en el mismo contenido en diferentes ocasiones.
El Ayuntamiento municipal, DIF, partidos políticos, iglesias, escuelas, ejidos y asociaciones, así como los distintos grupos que existen en el Municipio, tienen una área inmensa de oportunidades en lo referente a este tipo de educación.
Pues además del auditorio, La Fortaleza, casa de la cultura, biblioteca, centros de cómputo, centro de salud, taller, cocinas y campo deportivo municipales en San Pedro, están los pequeños parques de barrio. En las comunidades del resto del municipio se cuenta con edificios religiosos, centros de salud, escuelas y canchas escolares.

## Actividades económicas
La economía del Municipio desde el fin de la Revolución hasta los años setenta del siglo XX fue a base a la agricultura y ganadería en pequeña escala, pues estas dependen del agua de temporal, y como todo el territorio municipal se localiza en la Sierra Madre las áreas disponibles para cultivos tradicionales son mínimas. 
Al mejorarse la carretera durante la segunda mitad del siglo XX, se corrigió el trazo que se había hecho en los años treinta  y se pavimentó, parte de la población del Municipio pasó a ser flotante, pues fue más fácil que salieran a trabajar como albañiles o choferes a los municipios vecinos y regresaran durante los fines de semana, con los costos sociales y económicos que esto conlleva.
Hasta la fecha las fuentes locales de empleo estable son escasas, por lo que los jóvenes que salen a estudiar alguna carrera técnica o profesional no ven como opción el ejercerla en la Villa.
Algunas de las familias tienen pequeños talleres de carpintería en los que producen muebles rústicos, y hay mujeres que bordan o hacen tejidos artesanales.
Una de las posibles alternativas para mejorar las condiciones socioeconómicas de los residentes en el Municipio puede ser el aprovechar los recursos turísticos que este tiene.
El Municipio de Iturbide cuenta con hermosos paisajes y un clima muy agradable, pues su temperatura media anual es de 21 °C, por lo que algunos de los habitantes que han emigrado a ciudades como Linares o Monterrey cuando pueden hacerlo regresan en vacaciones de Semana Santa o durante el verano.
A partir de la década pasada ha habido algunos intentos de instituciones públicas y privadas para organizar eventos más o menos masivos que atraigan visitantes al Municipio por uno o dos días, pero hasta ahora ha sido escasa la participación como anfitriones por parte de los residentes en la Villa.

### Recursos Turísticos Físicos
Al noroeste de la Villa se localiza el cerro de Tejocotes, en el Ejido las Alazanas, que tiene un hermoso bosque en la cumbre, donde se puede acampar.
En la región norte se encuentran el rancho El Alamar y el Cañón de Las Alazanas o La Muralla. En esta área se pueden visitar: las cuevas de El Gato y la de El Muerto, la Gruta de La Salitrera, y las cascadas de El Caracol y La Escondida, esta última es la más alta del Estado de Nuevo León y origen del Río Hualahuises.
Al sur del Municipio se localizan el valle de la Laguna de Santa Rosa, el rancho Camarones, los ríos El Jarro y Pablillos, la cascada de La Purísima o La "Doncella" cerca del rancho Cuevas, y la exhacienda Santa Inés.

### Recursos Turísticos Culturales
La arquitectura en el centro histórico de San Pedro es de estilo norestense. 
La iglesia católica, frente a la plaza, fue construida por los pobladores durante la primera mitad del siglo XIX.
La Presidencia se construyó a fines del mismo siglo, para celebrar el Centenario de la Independencia Nacional.
La antigua escuela “Aquiles Serdán” se encuentra al poniente de la iglesia, en contraesquina de la plaza.
Desde la esquina noreste de la plaza se puede ver la “Escalera al Cielo”, que asciende desde el arroyo La Colorada hasta el panteón.
En el rancho Camarones todavía existen en buen estado las paredes de casas y casonas construidas con piedra durante el siglo XIX, y en Santa Inés está habitada parte de la casa que fue casco de la Hacienda.

#### Tradiciones y Costumbres
Actualmente no es fácil notar la influencia cultural que dejó la convivencia con los pobladores trashumantes indígenas que habitaron por temporadas la región. A la fecha se conservan algunos topónimos como: el Camino de los Pames, de la Villa hacia El Saucillo sobre la sierra de la Sarnosa, o la travesía y el cerro de los Pames, al poniente, rumbo al rancho La Colorada. Pero probablemente la más notoria sea el férreo apego a la tradición del “mitote”, pues casi no hay celebración civil o religiosa en que no se organice baile con abundantes bebidas alcohólicas.
Algunas personas, sobre todo mayores, hasta la fecha les piden a los niños tímidos que “no sean pames”, y se refieren a los muchachos rebeldes o groseros como “ese meco” o “esta meca” (chichimeco o chichimeca).
Durante las fiestas patronales, el 29 de junio, se forman algunas “entradas” o arcos con “flores de chamal”; se realiza cabalgata desde Santa Rosa a San Pedro,  peregrinación por la Villa con una imagen del patrono y, ya por la noche, baile popular y fuegos pirotécnicos.
La iglesia de San Pedro Apóstol tuvo su primer cura párroco hasta el último tercio del siglo XX, y este fue Pedro Lázaro Gómez Danés (Referencias n.º 3, pp. 42), sacerdote diocesano, filósofo y cronista municipal de Iturbide.
Hasta los años setenta del siglo pasado la mayoría de los habitantes del Municipio se declaraban católicos, aunque también había quienes decían ser no practicantes o ateos. Medio siglo después  hay templos de por lo menos media docena de denominaciones cristianas, y el número de personas no creyentes seguramente también se ha incrementado.
La celebración familiar de ceremonias civiles o religiosas, como bautizos o matrimonios, comúnmente se realiza bajo enramadas de carrizo o los árboles de alguna huerta cuando el clima lo permite. Por lo general el banquete de bodas incluye cortadillo o picadillo de carne de res, asado de puerco, arroz, frijoles, tortillas de maíz y salsa molcajeteada de chile piquín. Si hay tornaboda lo primero que se ofrece por la mañana a los invitados trasnochados es un menudo rojo o pozole bien picosos, para “asentar el esómago”, y luego se almuerza tacos de barbacoa con chile serrano, cebolla y cilantro picados, o salsa de piquín, al gusto. Si lo que se celebra es un bautizo o una primera comunión, lo más frecuente es el desayuno de hojarasca, almidones, polvorones u otra repostería con chocolate como bebida; o un almuerzo de enchiladas potosinas, rellenas con queso de rancho desmoronado mezclado con cebolla picada, y frijoles al gusto (molidos,  guisados caldudos y con cueritos de puerco, refritos, etc.). No es raro que hasta para celebrar un bautizo haya baile y bebidas alcohólicas.
El 9 de marzo se celebra con verbena y baile la segregación de San Pedro de Iturbide como municipio independiente del de Galeana, y en estas fiestas se lleva a cabo la coronación de “La Flor Más Bella del Ejido”, quien representará por un año en la región al Municipio en actividades de este género.
Probablemente desde que los primeros habitantes criollos y mestizos se  establecieron cerca del Ojo de Agua de San Pedro, también se estableció la costumbre de que algunas de las familias se organizaran el 19 de marzo para preparar platillos que pudieran comer los viejos y los enfermos, y enviárselos a sus casas. A esta costumbre se le llamó  “El Plato de San José”. Actualmente los guisos se comparten también con vecinos y amigos, aunque estén jóvenes y gocen de buena salud.
Al terminar Semana Santa, el sábado, “se quema al diablo” en efigie. En caso de que la sequía se prolongue, y esté en riesgo la escasa cosecha o la vida del ganado, los habitantes de San Pedro sacan en procesión por la Villa una imagen del santo patrono para que interceda por ellos. Pero cuando lo que amenaza a la cosecha o al ganado es una tormenta de granizo, lo que se hace es cubrir con una toalla alguna imagen de la Virgen del Perpetuo Socorro.
Todavía ahora hay algunos habitantes de la Comarca de Camarones que cuando se prolongan las tormentas eléctricas “las cortan” con machete en mano. Hay quien afirma que el temor no es a los truenos y relámpagos en sí, sino a lo que simbolizan las serpientes y culebras. 
Al morir alguno de los vecinos católicos de la Villa el velatorio tiene lugar en casa de algún familiar, quien ha de decidir si después del sepelio se va a ofrecer solo un triduo de misas por el alma del difunto o se forma ya una pequeña cruz de cal bajo el féretro. Si se opta por lo último, los siguientes días al funeral se celebra un novenario en casa, y después de los rezos los participantes son invitados a merendar o a cenar con los deudos. Cada uno de los días del novenario se va recogiendo parte de la cal con que se formó la cruz y al décimo,  después de la comida, los más íntimos la llevan al panteón y la depositan al pie de la tumba. No es extraño que la noche del velorio la pasen algunos de los familiares y amigos del finado consumiendo alcohol “para aguantar”.
El día de muertos, dos de noviembre, es ocasión para llevar arreglos florales o coronas a las tumbas de los seres queridos, por supuesto, en esto también hay quienes aprovechan la oportunidad para impresionar a los vivos.

#### Gastronomía

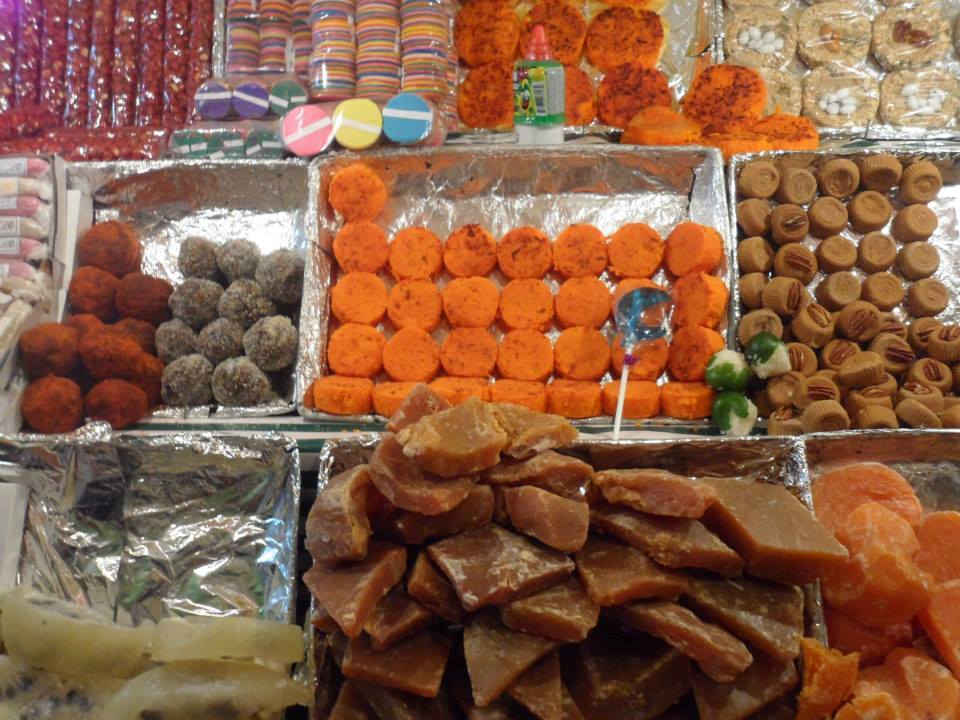

Los alimentos y postres que se consumen regularmente en la Villa o en el resto del Municipio son los típicos del noreste de México. En cuanto a bebidas sí fue costumbre local el consumo de aguamiel de maguey: cruda, hervida o en atole, mezclándola con leche de cabra y harina de maíz. Por los años setenta del siglo pasado todavía se producía mezcal en Tejocotes, y hasta hoy hay quienes hierven el aguamiel para espesarla y obtener melado. 
Actualmente se prefieren los “alimentos chatarra”, sobre todo los días en que entrega el Gobierno los “apoyos económicos”; y las enfermedades crónicas más comunes en la población son diabetes, hipertensión y gastritis.

#### Competiciones Anuales
Desde 2005, en el otoño, se celebra el Maratón Anual de Ciclismo de Montaña o “Iturbitón”.
A partir del 2015, en primavera, se lleva a cabo la carrera de ultrafondo por montaña: Ultra City-Trail Iturbide (UTI).

#### Restaurantes
- Restaurante Don Homero (antes Merendero Las Águilas)
- Restaurante Plaza
- Gorditas Doña Lilia
- restaurante pizzas Manolo

#### Hoteles
- Hotel Iturbide
- Hotel Posada El Carmen
- La Pensión
- Cabañas Don Luis

| Imágenes de San Pedro de Iturbide Nuevo León |  |  |  |
|                                              |  |  |  |
|                                              |  |  |  |
|                                              |  |  |  |
|                                              |  |  |  |

## Gobierno

### División Política
El municipio pertenece al 26.º distrito local electoral y al 9.º distrito federal electoral.

### Reglamentos
En su reglamentación municipal se encuentra: Interior del Ayuntamiento, Policía y Buen Gobierno, Tránsito y Transporte, y Espectáculos.

### Cronología de los Presidentes Municipales
| Presidente Municipal              | Período de Gobierno | Partido |
| Anastacio Guzmán                  | 1935-1936           | PNR     |
| Luciano Sánchez                   | 1937-1938           | PNR     |
| Antonio Morales                   | 1939-1940           | PRM     |
| Adelaido Huerta                   | 1941-1942           | PRM     |
| Santiago Barbosa                  | 1943-1945           | PRM     |
| Adalberto Bravo Escamilla         | 1946-1948           | PRI     |
| Antonio Meléndez                  | 1949-1951           | PRI     |
| Dagoberto Torres de la Peña       | 1952-1954           | PRI     |
| Alfonso Chávez                    | 1955-1957           | PRI     |
| Antonio Meléndez                  | 1958-1960           | PRI     |
| José Ángel Méndez                 | 1961-1963           | PRI     |
| Pedro Sánchez                     | 1964-1966           | PRI     |
| Juan Torres Sustaita              | 1967-1969           | PRI     |
| Erasmo Carranza Méndez            | 1970-1971           | PRI     |
| Indalecio Torres Sustaita         | 1972-1973           | PRI     |
| Juan José Soto                    | 1974-1976           | PRI     |
| José Damas Salas                  | 1977-1979           | PRI     |
| Antonio Rodríguez Balderas        | 1980-1982           | PRI     |
| Agustín Martínez Sustaita         | 1983-1985           | PRI     |
| Gabino Sauceda Rangel             | 1986-1988           | PRI     |
| Cástulo Bravo Dávila              | 1989-1991           | PRI     |
| Raúl Carreón Mata                 | 1992-1994           | PRI     |
| José Antonio González Bravo       | 1994-1997           | PRI     |
| Carlos Romeo Martínez Soto        | 1997-2000           | PRI     |
| Raúl Carreón Mata                 | 2000-2003           | PRI     |
| José Guadalupe Rodríguez del Toro | 2003-2006           | PRI     |
| José Antonio González Bravo       | 2006-2009           | PRI     |
| Juan Francisco Tienda Espinosa    | 2009-2012           | PRI     |
| José Antonio González Bravo       | 2012-2015           | PRI     |
| Arnoldo Carreón Rodríguez         | 2015-2018           | PRI     |
| Cristina Rodríguez González       | 2018-2021           | PRI     |
| Cristina Rodríguez González       | 2021-2024           | PRI     |
| Arnoldo Carreón Rodríguez         | 2024-2027           | MC      |

Antonio Meléndez Ramos ( 1949-1951 y 1958-1960 ) fue hermano de la esposa de Dagoberto Torres de la Peña ( 1952-1954 )
Cástulo Bravo Dávila ( 1989-1991 ) es tío abuelo de Cristina Rodríguez González ( 2018-2021 y 2021-2024 ) quién es sobrina de José Antonio González Bravo ( 1994-1997, 2006-2009 y 2012-2015 ) y también es sobrina de José Guadalupe Rodríguez del Toro ( 2003-2006 ) y de Antonio Rodríguez Balderas (1980-1982 ) asimismo es esposa de Arnoldo Carreón ( 2015-2018 y 2024-2027 ) quién a su vez, es sobrino de Raúl Carreón Mata ( 2000-2003 y 1992-1994 )

## Accidente Aéreo
El 9 de diciembre de 2012, alrededor de las 4:40 a. m. se desplomó una aeronave Learjet 25 con más de 43 años de servicio, a pocos km al noroeste de la villa. En esta viajaba la cantante mexicoestadounidense Jenni Rivera, con cuatro personas de su equipo y dos tripulantes. Dicha aeronave había despegado del Aeropuerto Internacional General Mariano Escobedo en Monterrey, Nuevo León, con destino a la ciudad de Toluca Estado de México, después de que la cantante ofreció un concierto en la Arena Monterrey.